# Vanze
Vanze è una frazione di 255 abitanti del comune di Vernole in provincia di Lecce.

## Geografia fisica
Vanze è una delle cinque frazioni appartenenti al territorio comunale di Vernole. È situata a nord-est del comune capoluogo da cui dista 4 km. L'abitato sorge a 29 m s.l.m.

## Storia
Il casale di Vanze ebbe origine nel periodo Altomedioevale durante la dominazione bizantina. Il piccolo borgo, sorto grazie all'opera di alcuni coloni, ebbe nel corso dei secoli una prevalente attività cerealicolo-pastorale. Dall'XI secolo appartenne alla Contea di Lecce fino a tutto il periodo orsiniano. Fu poi dei Pagano e successivamente, dall'inizio del XVII secolo alla soppressione delle feudalità, della famiglia Maiorano. Nel 1866, con l'unificazione dell'Italia e la fine del dominio borbonico, l'universitas di Vanze fu aggregata al Comune di Vernole insieme alle universitates di Acaja, Acquarica di Lecce, Pisignano e Strudà.

## Monumenti e luoghi d'interesse

### Architetture religiose
- Chiesa di Maria SS. Assunta - del XVIII secolo con facciata rifatta nel 1930.

### Architetture militari
- Palazzo Baronale - del XVI secolo, si accede da un ampio portale bugnato. L'edificio si compone di una casa-torre fortificata cinquecentesca.
- Masseria Baglivi - è una masseria fortificata del Cinquecento.

#### Porta Monumentale
La Porta Monumentale risale al XV-XVI secolo. È stata oggetto di lavori di ristrutturazione alla fine degli anni novanta. Se da un lato si ritiene possa far parte di un preesistente edificio fortificato, dall'altro si ipotizza che si tratti della porta delle mura della città andate distrutte. La facciata che guarda verso il mare ha un arco singolo molto semplice, mentre quella che guarda verso l'abitato è caratterizzata dalla presenza di un arco a sesto ribassato. Nella parte superiore è ancora visibile ciò che resta di una bordatura che in precedenza ricopriva l'intero perimetro.

### Altro
- Colonna dell'Assunta - 1933.